# Jalgasbay Berdimuratov
Jalgasbay Berdimuratov (21 luglio 1993) è un lottatore uzbeko, specializzato nella lotta greco-romana.

## Palmarès
- Mondiali

Nur-Sultan 2019: bronzo negli 77 kg.
- Campionati asiatici

Nuova Delhi 2020: bronzo negli 82 kg.
Almaty 2021: oro negli 82 kg.
Ulaanbaatar 2022: argento negli 87 kg.
- Campionati asiatici junior

Manila 2016: bronzo negli 84 kg.
Taichung 2017: argento nei 74 kg.